# Westindische Föderation
Die Westindische Föderation (englisch West Indies Federation, auch Federation of the West Indies oder West Indian Federation) war ein kurzlebiger, vom Vereinigten Königreich abhängiger teilsouveräner Bundesstaat in der Karibik, der vom 3. Januar 1958 bis zum 31. Mai 1962 existierte. Die Föderation bestand aus zehn Provinzen, die aus britischen Kolonien in der Karibik entstanden waren. Nach dem Auseinanderbrechen der Föderation 1962 gingen die einzelnen Teilgebiete eigene Wege, heute existieren auf dem Gebiet der ehemaligen Föderation neun unabhängige Staaten und vier British Overseas Territories.

## Geschichte
Die Westindische Föderation wurde 1958 durch das Vereinigte Königreich Großbritannien und Nordirland geschaffen, um eine politische Einheit zu bilden, aus der ein unabhängiger Staat nach dem Vorbild der Australischen oder Kanadischen Konföderation hervorgehen sollte. Im März 1958 wurden Wahlen veranstaltet. Doch ehe der Staat unabhängig wurde, brach die Föderation wegen innerer politischer Konflikte zusammen.
Als Hauptstadt war ein Gebiet namens Chaguaramas vorgesehen, einige Kilometer westlich von Port of Spain, der heutigen Hauptstadt von Trinidad und Tobago. Tatsächliche Hauptstadt war Port of Spain selbst, da die geplante Hauptstadt bis zur Auflösung des Staates über das Planungsstadium nicht hinausgekommen war.
Obwohl die Föderation zuerst eine breite Zustimmung genoss und gute Zukunftsaussichten hatte, hielt die Einheit nicht lange. Die beiden größten Provinzen, Jamaika und Trinidad, übernahmen bald die Kontrolle über die Regierungsgeschäfte der Föderation, sehr zum Ärger der kleineren Provinzen, die oft als „Little Eight“ bezeichnet wurden, auch von ihnen selbst. Die zwei großen Provinzen fühlten sich mehr und mehr unerwünscht, da die kleinen Inseln sich ihnen gegenüber ablehnend, ja sogar feindselig verhielten.
Im Jahr 1961 ließ der Gouverneur der jamaikanischen Provinz eine Volksabstimmung über den weiteren Verbleib in der Föderation durchführen: 51,1 Prozent der Abstimmenden beantworteten die Frage mit Nein. An der Abstimmung vom 19. September hatten 61,5 Prozent der Wahlberechtigten teilgenommen.
Anfang 1962 trat Jamaika aus der Föderation aus, dann Trinidad und Tobago. Die Idee eines Bundesstaates war gescheitert und die Westindische Föderation wurde rasch aufgelöst (31. Mai 1962).
Die Föderation unterhielt besonders nahe Beziehungen zu Kanada, das eine ähnliche Vergangenheit hatte. Wie Australien entstand auch Kanada aus dem Zusammenschluss mehrerer britischer Kolonien. In den frühen Jahren schlugen einige vor, die Westindische Föderation als Provinz nach Kanada einzugliedern. Daran bestand jedoch nie ernsthaftes Interesse.

## Weitere Entwicklung
Während Jamaika sowie Trinidad und Tobago 1962 sowie Barbados 1966 unabhängige Staaten innerhalb des Commonwealth of Nations wurden, wurden sechs weitere vormalige Provinzen (Antigua und Barbuda, Dominica, Grenada, Saint Christopher-Nevis-Anguilla – später Saint Kitts und Nevis –, Saint Lucia und St. Vincent und die Grenadinen) unter der Bezeichnung West Indies Associated States 1967 innenpolitisch weitgehend selbstständige Staaten, die außenpolitisch aber weiter vom Vereinigten Königreich abhängig waren. Diese Staaten wurden zwischen 1974 und 1983 ebenfalls unabhängige Staaten innerhalb des Commonwealth of Nations. Lediglich die kleinste vormalige Provinz Montserrat sowie die Cayman Islands und die Turks- und Caicosinseln, die sich bei Auflösung der Föderation von Jamaika trennten, und Anguilla, das sich später von Saint Kitts und Nevis trennte, sind heute Britische Überseegebiete mit innerer Autonomie.
Ein Teil der kleineren Staaten und der britischen Überseegebiete besitzt noch heute gemeinsame Institutionen wie den Eastern Caribbean Supreme Court als gemeinsamen Gerichtshof und den von der Eastern Caribbean Central Bank ausgegebenen Ostkaribischen Dollar als gemeinsame Währung. Alle ehemaligen Teilgebiete gehören zu den Trägern der University of the West Indies.

## Gebiete
| Flagge | Provinz                          | Provinz                                    | Hauptstadt    | Einwohner | Fläche (km²) | Anmerkungen |
| ------ | -------------------------------- | ------------------------------------------ | ------------- | --------- | ------------ | --- |
|        | Antigua und Barbuda              | Antigua und Barbuda                        | St. John’s    | 57.000    | 440          | seit 1967 associated state, seit 1981 unabhängig |
|        | Barbados                         | Barbados                                   | Bridgetown    | 234.000   | 431          | seit 1966 unabhängig |
|        | Dominica                         | Dominica                                   | Roseau        | 61.000    | 750          | seit 1967 associated state, 1978 unabhängig |
|        | Grenada                          | Grenada                                    | St. George’s  | 91.000    | 344          | seit 1967 associated state, 1974 unabhängig |
|        | Jamaika                          | Jamaika                                    | Kingston      | 1.660.000 | 10.991       | seit 1962 unabhängig |
|        | Jamaika                          | Cayman Islands (Teil von Jamaika)          | George Town   | 9.000     | 264          | seit 1962 eigene Kronkolonie, seit 2002 Überseegebiet des VK |
|        | Jamaika                          | Turks- und Caicosinseln (Teil von Jamaika) | Cockburn Town | 6.000     | 430          | seit 1962 eigene Kronkolonie, seit 2002 Überseegebiet des VK |
|        | Montserrat                       | Montserrat                                 | Plymouth      | 13.000    | 102          | seit 1962 eigene Kronkolonie, seit 2002 Überseegebiet des VK |
|        | Saint Christopher-Nevis-Anguilla | Saint Christopher-Nevis-Anguilla           | Basseterre    | 55.600    | 351          | seit 1967 associated state, 1967 faktische und 1980 rechtliche Trennung Anguillas von Saint Kitts und Nevis; Saint Kitts und Nevis ist seit 1983 unabhängig, Anguilla ist Überseegebiet des VK |
|        | Saint Lucia                      | Saint Lucia                                | Castries      | 95.000    | 616          | seit 1967 associated state, seit 1979 unabhängig |
|        | St. Vincent und die Grenadinen   | St. Vincent und die Grenadinen             | Kingstown     | 83.000    | 389          | seit 1967 associated state, seit 1979 unabhängig |
|        | Trinidad und Tobago              | Trinidad und Tobago                        | Port-of-Spain | 900.000   | 5.131        | seit 1962 unabhängig |
|        | Federation of the West Indies    | Federation of the West Indies              | Chaguaramas   | 3.264.600 | 20.239 km²   | |

Britisch-Guayana (heute Guyana) und Britisch-Honduras (heute Belize) hatten einen Beobachterstatus.

## Staatsoberhaupt
| Nr. | Bild | Name (Lebensdaten)        | Amtsbezeichnung | Amtszeit       | Amtszeit     |
| Nr. | Bild | Name (Lebensdaten)        | Amtsbezeichnung | Beginn         | Ende         |
| --- | ---- | ------------------------- | --------------- | -------------- | ------------ |
| 1.  |      | Elisabeth II. (1926–2022) | Königin         | 3. Januar 1958 | 31. Mai 1962 |

## Generalgouverneure

Flagge des Generalgouverneurs der Westindischen Föderation

Der britische Monarch wurde in seiner Abwesenheit durch einen Generalgouverneur vertreten:
| Nr. | Bild | Name (Lebensdaten)                               | Amtsbezeichnung   | Amtszeit       | Amtszeit     |
| Nr. | Bild | Name (Lebensdaten)                               | Amtsbezeichnung   | Beginn         | Ende         |
| --- | ---- | ------------------------------------------------ | ----------------- | -------------- | ------------ |
| 1.  |      | Patrick George Thomas Buchan-Hepburn (1901–1974) | Generalgouverneur | 3. Januar 1958 | 31. Mai 1962 |

## Premierminister
| Nr. | Bild | Name (Lebensdaten)                     | Amtsbezeichnung | Partei                           | Wahlen | Amtszeit       | Amtszeit     |
| Nr. | Bild | Name (Lebensdaten)                     | Amtsbezeichnung | Partei                           | Wahlen | Beginn         | Ende         |
| --- | ---- | -------------------------------------- | --------------- | -------------------------------- | ------ | -------------- | ------------ |
| 1.  |      | Sir Grantley Herbert Adams (1898–1971) | Premierminister | West Indies Federal Labour Party | 1958   | 18. April 1958 | 31. Mai 1962 |

## Währung
Die Währung war der Westindische Dollar, wenngleich Jamaika weiterhin das Pfund verwendete. In den meisten ehemaligen Provinzen wurde die Währung durch den Ostkaribischen Dollar ersetzt.
Jedes Mitgliedsland gab wie zuvor eigene Briefmarken heraus. Anlässlich der Föderation haben alle Provinzen und Territorien (bis auf die Cayman-Inseln) eigens Sondermarken herausgegeben.